# Province d'Etchū
La province d'Etchū (越中国, Etchū no kuni) est une ancienne province du Japon qui fait partie de l'actuelle préfecture de Toyama. Elle était située au centre de Honshū, au bord de la mer du Japon. Elle était bordée par les provinces d'Echigo, de Shinano, de Hida, de Kaga et de Noto.
L'ancienne capitale de la province était Takaoka, mais durant la période Sengoku la région était habituellement contrôlée par des daimyos de provinces voisines telles qu'Echigo et Kaga et visaient le contrôle de la ville de Toyama qui avait pris de l'importance au XVIe siècle